# Francis Shorland
Pour les articles homonymes, voir Shorland.
Francis Brian Shorland (14 juillet 1909 – 8 juin 1999) est un chimiste organicien néo-zélandais.

## Biographie
Après un Baccalauréat universitaire en sciences et une Maîtrise universitaire ès sciences en chimie organique, il a travaillé pour le Department of Scientific and Industrial Research (en), avant d'obtenir une bourse pour aller à l'Université de Liverpool, où il obtient un doctorat sous la direction de Thomas Percy Hilditch, sur l'étude des huiles de foie de poisson et les graisses des animaux de la ferme.

## Prix et distinctions
Il a reçu un doctorat en sciences par l'université de Liverpool dans les années 1950 et un doctorat honoraire de l'université Victoria de Wellington, en 1970 ; il a également bénéficié d'une bourse de la Société royale de Nouvelle-Zélande, en 1951, et il est lauréat de la médaille Hector en 1955. En 1959, il est nommé Officier de l'Ordre de l'Empire Britannique, en reconnaissance de son rôle en tant que directeur de l'Institut de recherche sur les graisses (Fats Research Institute) et, en 1990, il a reçu la New Zealand 1990 Commemoration Medal.
Après sa retraite en 1969, il a occupé plusieurs postes honoraires à l'université Victoria de Wellington. Il est décédé le 8 juin 1999 et a été incinéré au Crématorium Karori.

## Médaille Shorland
En 1999, l'Association des scientifiques de Nouvelle-Zélande institue la Médaille Shorland, décernée annuellement en reconnaissance d'une « grande et constante contribution à la recherche fondamentale ou appliquée qui a ajouté considérablement à la compréhension scientifique ou a entraîné d'importants avantages pour la société. ».